# Cappella della Beata Vergine di Lourdes
La cappella della Beata Vergine di Lourdes (altrimenti detta chiesetta di Grava) si trova in comune di Cortina d'Ampezzo, in località Grava di Sotto, in provincia di Belluno e diocesi di Belluno-Feltre.

## Descrizione
Si tratta di una piccola cappella dei primi del '900 (terminata nel 1907, come riporta un'iscrizione posta nella parte alta della facciata) dedicata a Nostra Signora di Lourdes, patrona della frazione di Grava. Il santuario, meta di frequenti pellegrinaggi da parte della popolazione locale e dei comuni limitrofi, sorge lungo Via Grava di Sotto, immersa nel verde dei prati ampezzani, ai piedi del massiccio del Pomagagnon. La festa ricorre l'11 febbraio.

### Esterno
La facciata si è molto semplice e spoglia. In intonaco color avorio, essa presenta un arco in aggetto, tagliato, ai due terzi della sua altezza, da un cordolo che percorre tutto il perimetro esterno dell'edificio. Sotto l'arco è posizionato il piccolo ingresso ligneo sormontato da un frontone che reca inciso "150°: 1858 Lourdes 2008", celebrante i centocinquant'anni dalla prima apparizione della Madonna di Lourdes a santa Bernadette Soubirous. Tra lo stipite superiore dell'entrata e il frontoncino, è incisa una breve invocazione latina all'Immacolata Concezione:
Al centro della facciata, poco sopra il frontone, è posizionato un piccolo rosone.
In alto, oltre l'architrave, si trovano due torrette campanarie, simmetricamente divise da un fregio centrale, sormontato da un crocifisso, ove è ben visibile un grande orologio bianco.
Il tetto, infine, è in lamiere di rame, le quali hanno assunto col tempo la tipica colorazione verde mare dovuta all'ossidazione.

### Interno

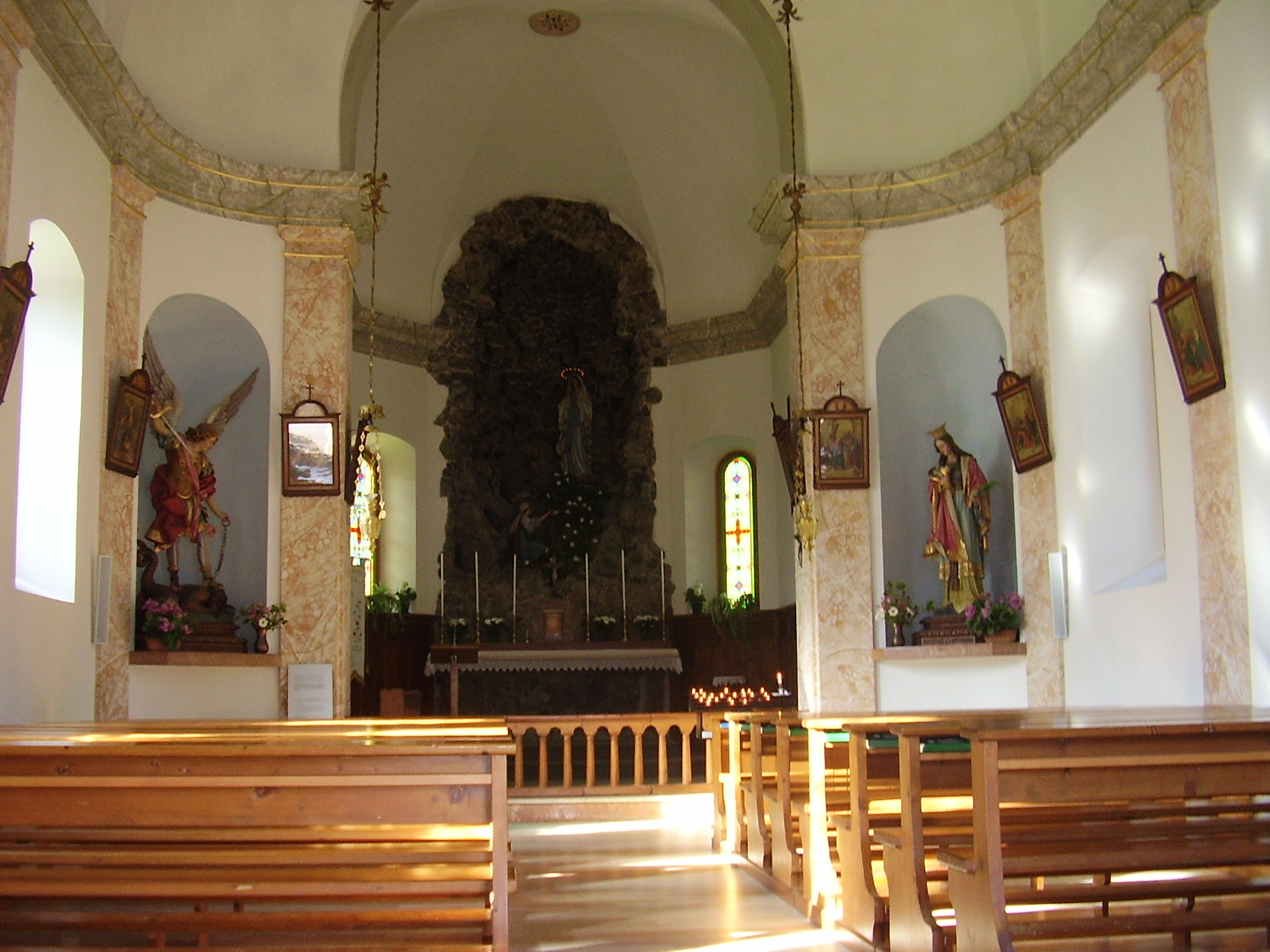
L'interno della cappella.

L'interno, a pianta longitudinale, si compone di un'unica navata molto luminosa; ha un solo altare posto nel presbiterio in fondo alla cappella. Lungo la navata, sei lunghe finestre finemente lavorate, disposte a tre per lato, donano all'interno una grande luminosità: quest'ultima è anche dovuta alla disposizione in senso nord-sud dell'edificio, che viene in tal modo investito dai raggi solari durante tutto il corso della giornata. Tale accorgimento fa sì che la cappella mantenga una buona luminosità anche nel periodo invernale, quando le ore di luce sono assai ridotte.
Lungo tutte le pareti, tra una finestra e l'altra, sono posizionate eleganti lesene in marmo rosa, che creano un vivace contrasto con il candore delle pareti. I capitelli, impreziositi da leggere decorazioni in foglia d'oro, uniscono poi le lesene alla trabeazione in marmo grigio, che percorre tutto il perimetro della navata e il presbiterio. Ad ogni lesena è appeso un quadretto raffigurante una scena della passione di Cristo. I quadretti sono in totale quattordici e, durante la Settimana Santa, fungono da stazioni della Via Crucis. La pavimentazione è in marmo rosa.
Il presbiterio, separato dalla navata dalle esili colonnine di una semplice balaustra marmorea, ha un altare appoggiato alla parete, cosicché il celebrante non celebra rivolto verso il popolo. Sul fondo dell'abside, chiusa da un profondo catino absidale, è riprodotta, con notevole senso prospettico, la grotta di Lourdes, corredata di statue lignee della Madonna (in alto, in atteggiamento orante con le mani giunte all'altezza del seno), e della giovanissima Bernadette Soubirous (più in basso, inginocchiata, che tende la mano sinistra verso la Madonna). Ai piedi della grotta è posizionato il tabernacolo. Sempre nel presbiterio, è conservata una tela di buona fattura raffigurante San Giuseppe con il Bambin Gesù, racchiusa entro una pregevole cornice intarsiata. Dal lato destro del presbiterio, poi, si accede alla sacrestia.
Ai lati dell'abside, due nicchie ospitano le statue lignee di santa Lucia, a destra, riconoscibile per gli occhi che porta sopra un vassoio, suo principale attributo, e san Michele Arcangelo, a sinistra, con la spada sguainata, vestito da centurione romano e raffigurato nell'atto di schiacciare il Demonio in catene. Le due statue, risalenti al 1907, sono opera dell'artista gardenese Corrado Pitscheider.
Sul lato opposto al presbiterio e sopra la piccola entrata della cappella, infine, è posto un grande organo di pregevole e antica fattura.

## Galleria d'immagini

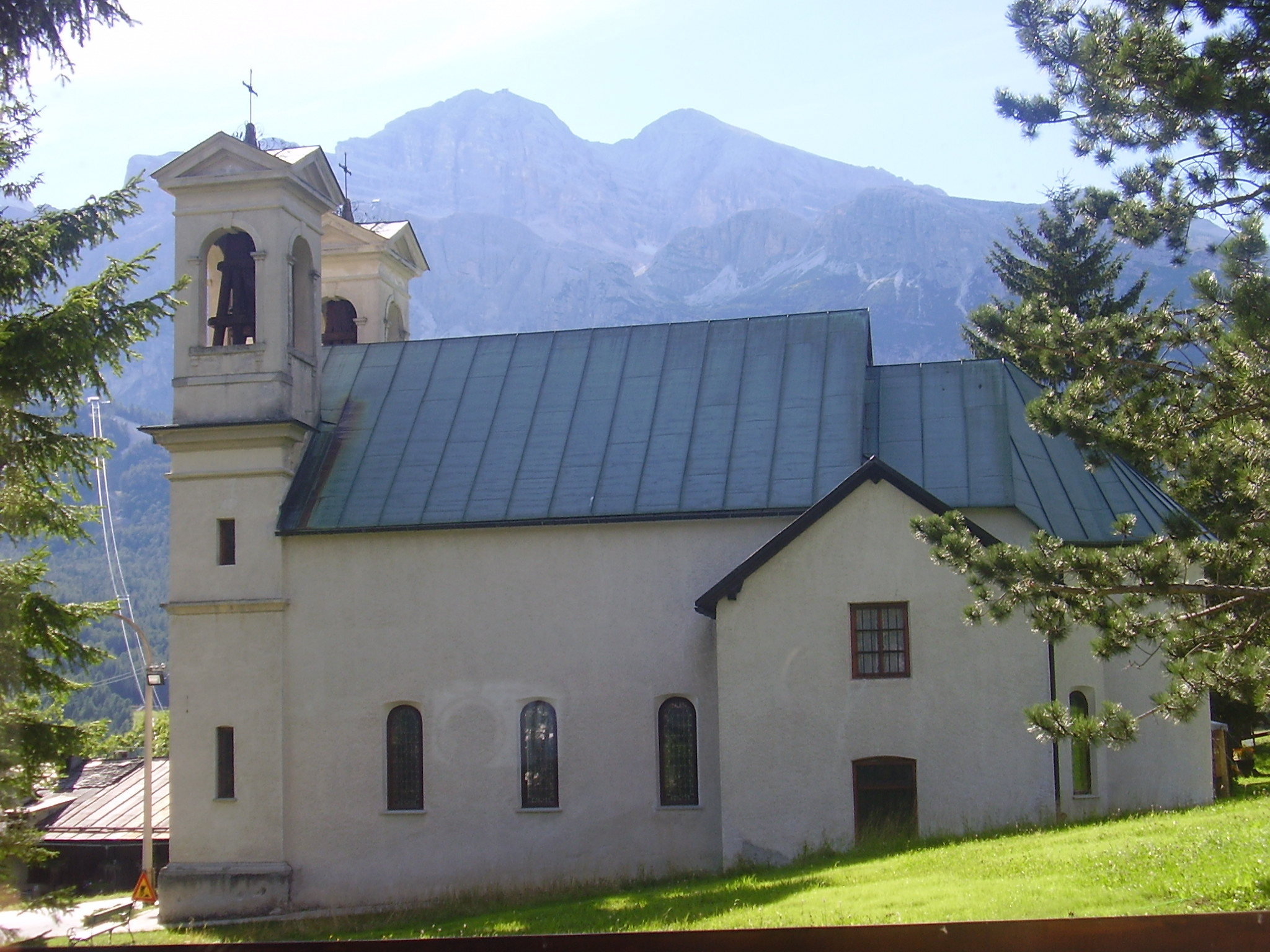
Il fianco sinistro della cappella. Sullo sfondo, il massiccio delle Tofane.
Una vecchia fotografia della frazione di Grava di Sotto. A sinistra è visibile la cappella.